# Леополд Фридрих (Вюртемберг-Монбеляр)
Леополд Фридрих фон Вюртемберг-Монбеляр (на немски: Leopold Friedrich von Württemberg-Mömpelgard; * 30 май 1624, Мьомпелгард; † 15 юни 1662, Мьомпелгард) от странична линия на Дом Вюртемберг (Млада линия Монбеляр), е херцог на Вюртемберг-Монбеляр (1631 – 1662).

## Живот
Син е на херцог Лудвиг Фридрих фон Вюртемберг-Монбеляр (1586 – 1631) и първата му съпруга ландграфиня Елизабет Магдалена фон Хесен-Дармщат (1600 – 1624), дъщеря на ландграф Лудвиг V фон Хесен-Дармщат и принцеса Магдалена фон Бранденбург.
Леополд Фридрих се жени на 22 ноември 1647 г. в Монбеляр за принцеса Сибила фон Вюртемберг (* 4 декември 1620; † 21 май 1707 г.), дъщеря на херцог Йохан Фридрих фон Вюртемберг и Барбара София (1584 – 1636), дъщеря на курфюрст Йоахим Фридрих от Бранденбург. Бракът е бездетен.
Той умира през 1662 г. на 38 години и е наследен от по-малкия му полубрат Георг II (* 5 октомври 1626; † 1 юни 1699).